# Gaußturm

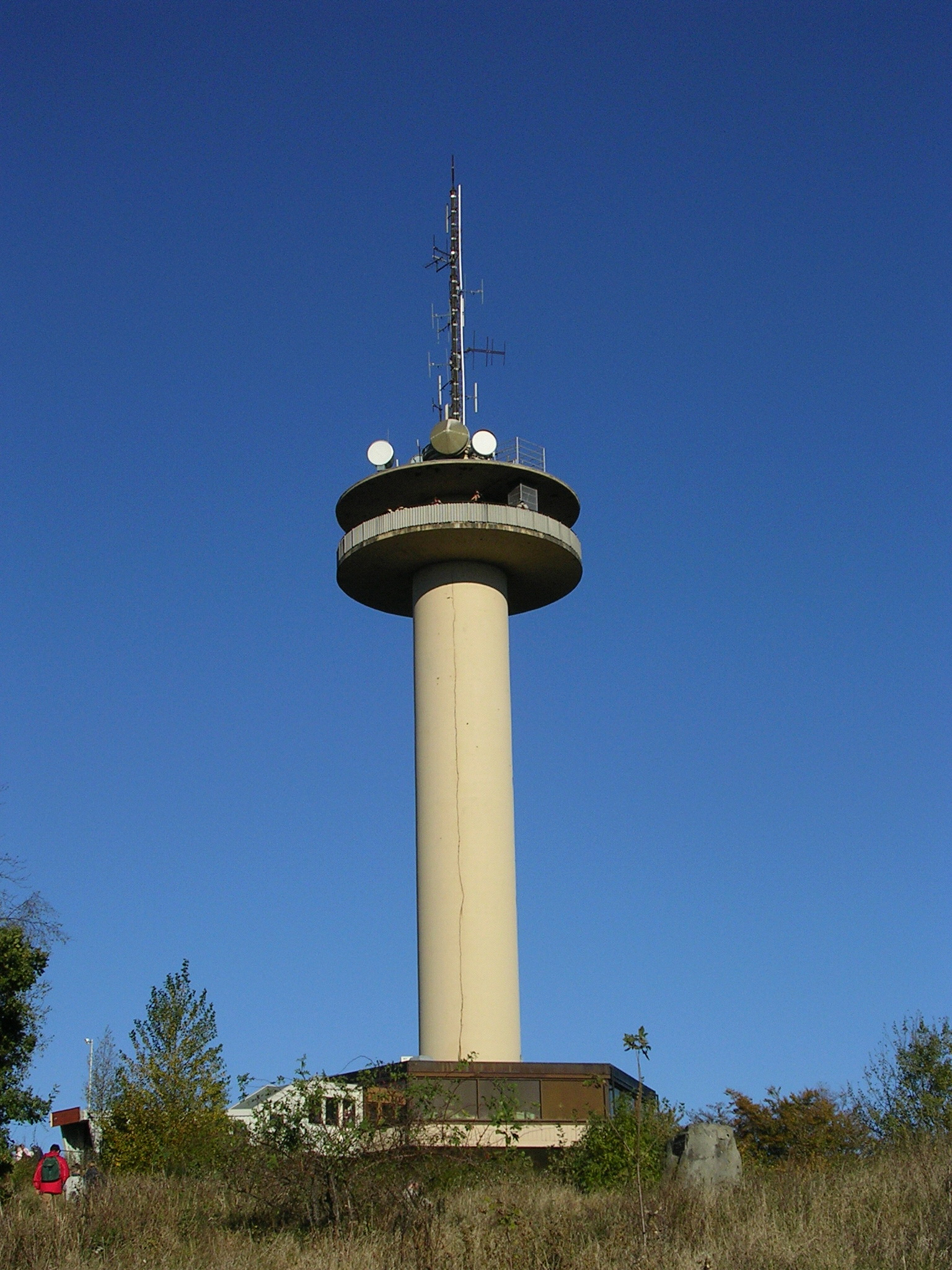
Gaußturm.

La Gaußturm (« tour Gauss »), ainsi nommée en l'honneur du mathématicien allemand Carl Friedrich Gauss, est une tour d'observation située au sommet de High Hagens, à Dransfeld, dans le Land de Basse-Saxe en Allemagne.
On peut s'y rendre directement en car. Un restaurant panoramique est présent à l'intérieur de la tour.

## Données
- Période de construction : 11 mois
- Terminée en septembre 1964
- Distance de vue du panorama : 528 m
- Hauteur : 51 m
- Diamètre : 5 m
- Capacité de l'ascenseur : 8 personnes
- Temps de montée : 55 s
- 225 marches